# United Media
Pour les articles homonymes, voir UFS.
 (septembre 2021).
United Media était la filiale de syndication du conglomérat de médias E. W. Scripps Company. Formée dans les années 1950, elle regroupait deux syndicates créés par Scripps au début du XXe siècle : Newspaper Enterprise Association (1902) et United Feature Syndicate (1922). Sa branche United Media Licensing s'occupait quant à elle des droits et produits dérivés de séries et films célèbres (principalement Snoopy et Dilbert). Dans les années 2000, United Media était avec un chiffre d'affaires de plus de deux milliards de dollars le leader mondial de la distribution de comic-strips, de dessins d'humours et de rubriques pour les journaux de presse écrite. United Media et ses syndicates disparurent en 2011 lorsque les dirigeants de Scripps, désireux de se recentrer sur l'audiovisuel, vendirent United Media à Universal Uclick. Iconix avait déjà acquis l'année précédente United Media Licensing.

## Newspaper Enterprise Association
La Newspaper Enterprise Association fut fondée en 1902 pour alimenter les différents journaux d'E. W. Scripps. Elle s'ouvrit aux journaux extérieurs au groupe à partir de 1907. Le principal comic strip de la NEA était Alley Oop, créé en 1932 et toujours diffusé lors de la cession de 2011.

## United Feature Syndicate
Parmi les éditorialistes dont les travaux ont été distribués par UFS, on peut citer Carl Sandburg, Ernest Hemingway, Ring Lardner et Eleanor Roosevelt qui écrivit la rubrique My Day de 1936 à 1962. Parmi les strips qui étaient diffusés par UFS lors de la cession à Universal Uclick figurent : Nancy (1933) Dilbert (1989), Marmaduke (1954), Peanuts (1950) et Tarzan (1929). KFS a également diffusé Garfield (1978-1993), For Better or For Worse (1997-2004) et Li'l Abner (1934-1977).
De 1936 à 1955, UFS publia également pour le marché américain des comic books reprenant les héros qu'il diffusait. Trois de ses titres dépassèrent les cent numéros (Comics on Parade, Sparkler Comics et Tip Top Comics). Le syndicate se retira du marché lors de la crise du milieu des années 1950.

### Tip Top Comics
Tip Top Comics est un comic book édité de 1936 à 1954 par United Feature Syndicate.

## Documentation
- (en) United Features sur la Grand Comics Database.
- (en) Mike Benton, « United Features Syndicate », The Comics Book in America. An Illustrated History, Dallas : Taylor Publishing Company, 1989, p. 149-150.